# Richard Mudge
Richard Mudge (* 26. Dezember 1718 in Bideford (Devon); † 4. April 1763 in Bedworth) war ein englischer Pfarrer und Komponist.

## Leben und Wirken
Richard Mudge, war ein Sohn des Reverend Zachariah Mudge, Direktor der Bideford Grammar School. Richard Mudge studierte an der Universität Oxford Theologie. In dieser Zeit vertiefte er ebenfalls seine musikalische Fertigkeiten. An der Universität war zu Mudges Studienzeit Richard Goodson (um 1688–1741) professor of music. Auch William Hayes, der Nachfolger Goodsons, wirkte als Organist und Chorleiter in der Stadt, jedoch lässt sich bislang keine direkte Verbindung Mudges zu ihm nachweisen.
1741 wurde Mudge Seelsorger der Dörfer Great Packington und Little Packington in der Nähe von Birmingham, außerdem war er Privatkaplan des Lord Guernsey Heneage Finch, 3. Earl of Aylesford, in dessen Residenz Packington Hall er wohnte. Von 1745 bis 1757 war Mudge Rektor in Little Packington und ab 1750 Rektor von St. Bartholomäus und St. Martin in Birmingham. Ab 1756 ermöglichte ihm Lord Guernsey ein unabhängiges Leben in Bedworth, wo Mudge bis zu seinem Tode wohnte.

## Werke
1749 wurde in London eine Sammlung von sechs Konzerten (Six Concertos in Seven Parts) für Streicher aus Mudges Feder veröffentlicht. Fünf Werke dieser Sammlung sind für zwei Solo-Violinen und Streichorchester gesetzt. Das erste Konzert setzt zusätzlich eine Trompete ein. Es ist in der Form einer französischen Ouvertüre, mit abschließendem Menuett gehalten. Die Streicherkonzerte sind alle in der Satzfolge langsam-schnell-langsam-schnell gehalten. In sämtlichen Werken zeigt sich der Einfluss von Händel und Francesco Geminiani. Des Weiteren enthielt die Sammlung ein achtstimmiges „Non Nobis Domine“.
Erst in den 1990er Jahren wurden zwei Mappen mit weiteren Manuskripten von Richard Mudges Musik wiederentdeckt.
Eine moderne Ausgabe der Concerti (1, 4 und 6) bereitete bereits Gerald Finzi 1950 vor. Eine Faksimile-Ausgabe aller Konzerte erschien 1993 im Verlag „King’s Music“.

## Diskografie
Die erste Einspielung eines Werkes Mudges erfolgte 1957, mit dem durch Maurice André interpretierten Concerto mit Trompete, aus den oben erwähnten Six Concertos in Seven Parts. Eine Gesamtaufnahme dieser Sammlung wurde 2008 von Capriccio Basel, Barockorchester unter Dominik Kiefer eingespielt.